# Willem Röell
Willem Röell, nizozemski general, * 1873, † 1958.